# Джовани ди Пиеро де Медичи
Вижте пояснителната страница за други личности с името Джовани де Медичи.
Джовàни ди Пиèро де Мèдичи (на италиански: Giovanni di Piero de' Medici; * пр. 1444, Флоренция, Флорентинска република; † неизв.) е флорентински аристократ от фамилията Медичи. 

## Произход
Биографичните сведения за него са много оскъдни. Вероятно е роден преди брака на Пиеро де Медичи Подагрения (* 1416, † 1469), фактически господар на Флоренция, с Лукреция Торнабуони, следователно преди 1444 г. Има четирима полубратя и две полусестри, сред които Лоренцо Великолепни, държавник, банкер, фактически владетел на Флорентинската република от 1469 г. до смъртта си и най-могъщият и ентусиазиран покровител на ренесансовата култура в Италия, и Джулиано, фактически владетел на Флорентинската република, убит по време на Заговора на Паци. 

## Биография
Джовани не живее със семейството на баща си в Палацо Медичи, но вероятно е отгледан или в една от семейните вили (като Требио), или в дома на майка си.
Незаконните деца на семейство Медичи (като Карло ди Козимо де Медичи) са изключени от унаследяването, от наследството и не могат да заемат позиции във финансовата компания на семейството. Разумно е да се смята, че все пак неговият баща Пиеро и братята му (включително Лоренцо Великолепни) са му гарантирали апанаж, за да може да живее прилично, дотолкова че се жени за Луиджа де Медичи, дъщеря на Джовани де Медичи от второстепенен клон на семейството.